# کاپیئی (بازیکن فوتبال، زاده ۱۹۷۷)
کاپیئی (انگلیسی: Capi؛ زادهٔ ۲۶ مارس ۱۹۷۷) بازیکن فوتبال اهل اسپانیا است.
از باشگاه‌هایی که در آن بازی کرده‌است می‌توان به باشگاه فوتبال رئال بتیس، باشگاه فوتبال گرانادا، و باشگاه فوتبال خرز اشاره کرد.
وی همچنین در تیم ملی فوتبال اسپانیا بازی کرده‌است.